# کنت و دوک گیز
کنت و دوک گیز (انگلیسی: Counts and dukes of Guise) عنوانی اشرافی فرانسوی بود.
این عنوان در اصل برای تیولی بود که در سال ۱۴۱۷ در گیز برای رنه، پادشاه ناپولی، پسر کوچک‌تر لوئی دوم، دوک آنژو، (پسر لوئی یکم، دوک آنژو و نوه ژان دوم، پادشاه فرانسه) که در اصل یک منشی بود، ایجاد شد.
در حالی که توسط خاندان لوکزامبورگ (١۴۴۴-١۴١١) مورد محاکمه قرار گرفت، در نهایت توسط خاندان آنژو این خاندان حفظ شد و در سال ١۵٢٠ شاخه‌ای از خاندان لورن که به عنوان خاندان گیز شناخته می‌شد، به ریاست کلود، دوک گیز (کلود لورن) تاسیس شد. خاندان گیز و پسرانشان نقش مهمی در جنگ‌های مذهبی فرانسه داشتند که طی آن رهبران جناح کاتولیک بودند.
این خاندان در سال ١۶٨٨ میلادی منقرض شد و سرزمین‌های متصل به آن، به شاهزاده پلاتین آن، نوه بزرگ شارل لورن گیز، انتقال یافت.